# Bannigiri, Ramanagara
Bannigiri là một làng thuộc tehsil Ramanagara, huyện Ramanagara, bang Karnataka, Ấn Độ.